# Etxeondo
Etxeondo es una empresa española que se dedica al diseño y la fabricación de prendas deportivas para la práctica del ciclismo. Está situada en la población guipuzcoana de Irura, perteneciente al País Vasco (España). Se fundó en la población de Villabona (Guipúzcoa) en 1976 y se dedicó durante sus tres primeros años a la estampación de pañuelos, sudaderas y camisetas de algodón.

## Estructura
Etxeondo tiene dos plantas de fabricación en España. La actividad principal se desarrolla en la planta de Irura, sede central de la marca, donde se diseñan, cortan y comercializan las prendas deportivas para la práctica del ciclismo. En la segunda planta de fabricación, ubicada en la población de Castejón (Navarra), se confeccionan las prendas deportivas. Una vez finalizado el proceso de confección, las prendas se envían nuevamente a la planta de Irura para su comercialización.
La empresa comercializa y distribuye sus productos a nivel mundial siendo España, Benelux, Alemania, Inglaterra y Francia sus mercados principales. También tiene presencia en Corea, Japón, Taiwán y Estados Unidos.

## Historia
Francisco Rodrigo Belaza y María Jesús Uranga Mendizábal coincidieron durante tres años, desde 1974 a 1976, en la empresa Subijana y Compañía, ubicada en la localidad de Villabona (Guipúzcoa) y cuya actividad principal era la fabricación de estampados de algodón. Durante estos años de trabajo, las funciones que desempeñaron en esta empresa fueron tareas de coloristas, grabadores, estampadores y dibujantes. La experiencia y conocimiento adquirido durante estos años les impulsó para unirse como socios y fundar en 1976, en la localidad de Villabona (Guipúzcoa), la empresa Etxeondo con el objetivo de dedicarse a la estampación textil.
El nombre de la empresa y el logo fue tomado del caserío donde se instaló el primer taller, propiedad de un amigo de los dos socios. La actividad de la empresa durante los tres primeros años, desde 1976 hasta 1979, se centró únicamente en la estampación de pañuelos, sudaderas y camisetas de algodón que se comercializaban a través de galerías, empresas o tiendas locales.
En 1979 comienza la fabricación de prendas deportivas para la práctica del ciclismo que se compagina con la actividad principal de estampación. El equipo ciclista aficionado de la localidad de Cizúrquil, Sociedad Deportiva Danena, fue el primero en comenzar a vestir las prendas deportivas fabricadas por Etxeondo. Llegado el año 1980, la empresa decide centrar su actividad únicamente en la fabricación de prendas deportivas para la práctica del ciclismo, abandonando definitivamente la estampación de pañuelos y camisetas de algodón.
En 1986 Etxeondo ya es una marca reconocida en el escenario ciclista nacional e internacional. En esos años patrocina y suministra la equipación a equipos ciclistas profesionales como el Reynolds (equipo ciclista) o el Kas (equipo ciclista).
En 1988 la expansión de la empresa le llevó a abrir en la localidad de Castejón (Navarra), una nueva planta de fabricación donde se confeccionan desde entonces las prendas deportivas y en 1995, la empresa se trasladó a la población guipuzcoana de Irura donde estableció su sede actual.

## Patrocinador y suministrador de equipos ciclistas
Etxeondo cuenta con una larga trayectoria como patrocinador y suministrador de equipos ciclistas profesionales desde el año 1983.

### Década de los años 1980 y 1990
Durante las décadas de los 80 y 90, Etxeondo patrocinó y suministró las equipaciones a diferentes equipos ciclistas profesionales, patrocinando simultáneamente a más de un equipo ciclista. Durante estos años el equipo más representativo fue el Reynolds (en 1989 el nombre del equipo cambió coincidiendo con la entrada del patrocinador Banesto) que desde el año 1983 y hasta el año 1991 vistió la equipación suministrada por Etxeondo. El equipo Reynolds contó durante estos años con corredores como Perico Delgado y Miguel Induráin.
En 1984 llegó a un acuerdo para patrocinar al equipo Orbea suministrando la equipación del equipo hasta el año 1987. Durante estos cuatro años el nombre del equipo se modificó en función del patrocinador principal, en 1985 el equipo contó con el copatrocinio de Gin MG y SEAT, utilizando el nombre de Gin MG-Orbea para las carreras disputadas en España y SEAT-Orbea para las disputadas en el extranjero. En 1986 el equipo utilizó el nombre de SEAT-Orbea al quedarse solo SEAT como patrocinador principal y en 1987 el equipo pasó a llamarse Caja Rural-Orbea debido a la salida de SEAT como patrocinador principal y ocupar su lugar Caja Rural.
Desde 1986 hasta 1988, Etxeondo patrocinó y suministró al mismo tiempo la equipación para otro equipo profesional , en este caso el equipo KAS donde militaba el ciclista Sean Kelly. En 1989 finalizó el patrocinio al desaparecer el equipo a causa del fallecimiento de uno de los propietarios de la empresa KAS. Para ese año 1989 se llegó a un acuerdo para patrocinar y suministrar la equipación del equipo ciclista ONCE. Esta colaboración se alargó hasta el año 1998 donde llegó a su fin.
En el año 1994 se creó la Fundación Euskadi y desde su inicio hasta el año 2008, Etxeondo fue la marca suministradora de la equipación del equipo profesional. El 17 de junio de 1997, la compañía telefónica vasca Euskaltel ingresó como patrocinador en el equipo y pasó a llamarse desde entonces Euskaltel-Euskadi. El equipo Euskaltel-Euskadi dio la posibilidad a ciclistas como Haimar Zubeldia o Mikel Landa de formarse como ciclistas profesionales.

### La década del 2000
En la década del 2000 además de continuar suministrando la equipación del equipo Euskaltel-Euskadi, Etxeondo llegó a un acuerdo para vestir al equipo Liberty Seguros-Würth a partir del año 2006. En el mes de mayo de 2006, el espónsor principal Liberty Seguros decidió abandonar de manera unilateral el equipo y en el mes de junio de ese mismo año entró como patrocinador Astaná. La imagen del equipo y el diseño de la equipación se modificó en su totalidad con la entrada del nuevo espónsor pero llegado el Tour de Francia, el equipo fue vetado de poder participar en la prueba. Cinco corredores del equipo fueron vetados por la Operación Puerto y en ese momento el equipo desapareció, la licencia UCI pertenecía a Manolo Saiz.

### Años 2010
En 2013 suministró, tras cerrar un acuerdo con el fabricante de bicicletas Giant, la equipación del equipo profesional Rabobank. El equipo no llegó a participar bajo el nombre Rabobank, a pesar de que el patrocinador decidió mantener el acuerdo económico, renunció a cualquier visibilidad relacionada con el equipo a causa del revuelo montado por el caso Armstrong. El equipo pasó a llamarse Blanco Pro Cycling Team y se modificó completamente la imagen del equipo, incluida la equipación.
Desde el año 2014 (entonces llamado el equipo Giant-Shimano) hasta el año 2018 Etxeondo patrocinó y suministró la equipación al equipo profesional Team Sunweb que cuenta con el ciclista Tom Dumoulin como jefe de filas. Desde el año 2018, dentro de la categoría continental, también patrocina al equipo Euskadi.
Para el año 2019 Etxeondo cierra un acuerdo con el equipo profesional CCC Team como esponsor oficial de textil técnico y proveedor de la equipación tanto de entrenamiento como de competición.